# 오탄당
오탄당(五炭糖, 영어: pentose) 또는 펜토스는 5개의 탄소 원자를 갖는 단당류이다. 알데하이드를 갖는 알도펜토스와 케톤을 갖는 케토펜토스로 나뉜다.

## 알도펜토스
알도펜토스의 가운데 있는 3개의 탄소 원자는 비대칭적 탄소 결합으로 키랄 중심을 이뤄 8종류의 입체이성질체를 형성할 수 있다. 4종류의 D-알도펜토스가 있으며, 이 4종류에 대비되는 L-형의 입체이성질체가 존재하므로 모두 8종류의 알도펜토스가 존재하게 된다.

리보스
아라비노스
자일로스
릭소스

## 케토펜토스
케토펜토스는 2개의 탄소 원자가 키랄 중심을 이뤄 4종류의 입체이성질체를 형성할 수 있다. 2종류의 D-케토펜토스와 2종류의 L-케토펜토스는 다음과 같다.

리불로스
자일룰로스

## 분자 내 작용

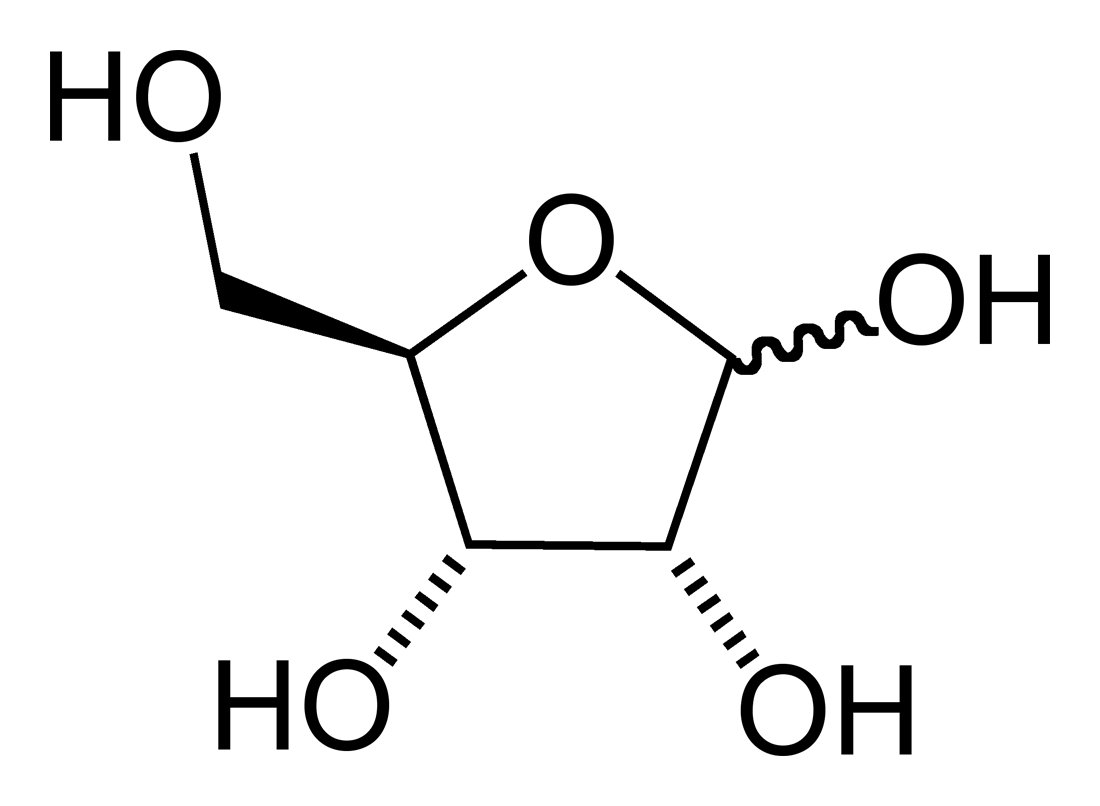
리보푸라노스

탄수화물인 오탄당 분자 내에서 알데하이드와 케톤 작용기는 각기 하이드록시기와 분자 내 작용을 통해 헤미아세탈 또는 헤미케탈을 이룬다. 그 결과 푸란과 닮은 고리인 푸라노스를 형성하게 된다. 푸라노스에서 고리는 자발적으로 개폐를 반복하며 이웃한 탄소와 결합한다. 특히 α-상태에서 β-상태로 반복하여 구조를 바꾼다.

## 관련된 분자
- 리보스는 RNA를 이룬다.
- 오탄당의 중합체는 펜토산이라 한다.

## 같이 보기
- 탄수화물
- 단당류
- 육탄당